# Ephippiochthonius kabylicus
Espèce
Synonymes
- Chthonius kabylicus Callaini, 1983

Ephippiochthonius kabylicus est une espèce de pseudoscorpions de la famille des Chthoniidae.

## Distribution
Cette espèce est endémique d'Algérie. Elle se rencontre en Djurdjura.

## Publication originale
- Callaini, 1983 : Contributo alla conoscenza degli Pseudoscorpioni d'Algeria (Arachnida). Notulae Chernetologicae XVI. Animalia (Catania), vol. 10, no 1/3, p. 211-235.